# Driedaagse De Panne - Koksijde 1983
La Driedaagse De Panne - Koksijde 1983, settima edizione della corsa, si svolse dal 29 al 31 marzo su un percorso di 541 km ripartiti in 3 tappe (la prima suddivisa in due semitappe), con partenza a Tielen e arrivo a De Panne. Fu vinta dall'olandese Cees Priem della squadra TI-Raleigh-Campagnolo davanti ai belgi Étienne De Wilde e Michel Pollentier.

## Tappe
| Tappa  | Data     | Percorso                        | km  | Vincitore di tappa | Leader cl. generale |
| ------ | -------- | ------------------------------- | --- | ------------------ | ------------------- |
| 1ª-1ª  | 29 marzo | Tielen > Mol                    | 110 | Jan Raas           | Jan Raas            |
| 1ª-2ª  | 29 marzo | Mol > Wezel (cron. individuale) | 6,3 | Bert Oosterbosch   | Bert Oosterbosch    |
| 2ª     | 30 marzo | Herzele > De Panne              | 214 | Frank Hoste        | Bert Oosterbosch    |
| 3ª     | 31 marzo | De Panne > De Panne             | 211 | Noël Segers        | Cees Priem          |
| Totale | Totale   | Totale                          | 541 |                    |                     |

## Dettagli delle tappe

### 1ª tappa - 1ª semitappa
- 29 marzo: Tielen > Mol – 110 km

| Pos. | Corridore         | Squadra    | Tempo    |
| ---- | ----------------- | ---------- | -------- |
| 1    | Jan Raas          | TI-Raleigh | 2h37'18" |
| 2    | Walter Planckaert | Splendor   | s.t.     |
| 3    | Eddy Vanhaerens   | Safir      | s.t.     |

| Pos. | Corridore | Squadra    | Tempo |
| ---- | --------- | ---------- | ----- |
| 1    | Jan Raas  | TI-Raleigh |       |

### 1ª tappa - 2ª semitappa
- 29 marzo: Mol > Wezel (cron. individuale) – 6,3 km

| Pos. | Corridore         | Squadra    | Tempo |
| ---- | ----------------- | ---------- | ----- |
| 1    | Bert Oosterbosch  | TI-Raleigh | 8'20" |
| 2    | Eric Vanderaerden | Aernoudt   | s.t.  |
| 3    | Cees Priem        | TI-Raleigh | a 7"  |

| Pos. | Corridore        | Squadra    | Tempo |
| ---- | ---------------- | ---------- | ----- |
| 1    | Bert Oosterbosch | TI-Raleigh |       |

### 2ª tappa
- 30 marzo: Herzele > De Panne – 214 km

| Pos. | Corridore        | Squadra    | Tempo    |
| ---- | ---------------- | ---------- | -------- |
| 1    | Frank Hoste      | Europ      | 5h53'24" |
| 2    | Étienne De Wilde | La Redoute | s.t.     |
| 3    | Patrick Versluys | Splendor   | s.t.     |

| Pos. | Corridore        | Squadra    | Tempo |
| ---- | ---------------- | ---------- | ----- |
| 1    | Bert Oosterbosch | TI-Raleigh |       |

### 3ª tappa
- 31 marzo: De Panne > De Panne – 211 km

| Pos. | Corridore        | Squadra    | Tempo |
| ---- | ---------------- | ---------- | ----- |
| 1    | Noël Segers      | Boule d'Or | 5"    |
| 2    | Paul Sherwen     | La Redoute | s.t.  |
| 3    | Siegfried Hekimi | Eorotex    | a 2"  |

| Pos. | Corridore         | Squadra    | Tempo     |
| ---- | ----------------- | ---------- | --------- |
| 1    | Cees Priem        | TI-Raleigh | 14h05'39" |
| 2    | Étienne De Wilde  | La Redoute | a 8"      |
| 3    | Michel Pollentier | Safir      | a 15"     |

## Classifiche finali

### Classifica generale
| Pos. | Corridore          | Squadra                        | Tempo     |
| ---- | ------------------ | ------------------------------ | --------- |
| 1    | Cees Priem         | TI-Raleigh-Campagnolo          | 14h05'39" |
| 2    | Étienne De Wilde   | La Redoute-Motobecane          | a 8"      |
| 3    | Michel Pollentier  | Safir-Van De Ven               | a 15"     |
| 4    | William Tackaert   | Splendor-Euro Shop             | a 25"     |
| 5    | Frank Hoste        | Europ-Decor-Dries              | s.t.      |
| 6    | Jostein Wilmann    | Eorotex-Magniflex              | a 27"     |
| 7    | Rudy Matthijs      | Boule d'Or-Colnago             | a 35"     |
| 8    | Patrick Versluys   | Splendor-Euro Shop             | a 50"     |
| 9    | Adrie van der Poel | Aernoudt-Rossin                | a 1'12"   |
| 10   | Gregor Braun       | Vivi-Benotto-Selle Italia-Puma | a 1'16"   |